# Liriope muscari
Liriope muscari ist eine Pflanzenart aus der Gattung Liriope in der Familie der Spargelgewächse (Asparagaceae).

## Merkmale
Liriope muscari ist eine immergrüne, ausdauernde krautige Pflanze, die Wuchshöhen von 45 bis 100 (selten ab 12) Zentimeter erreicht. Sie bildet Rhizom-Horste und keine Ausläufer. Die Laubblätter sind 8 bis 20 (selten 2 bis 35) Millimeter breit und neun- bis elfnervig (selten ab fünfnervig). 
Der traubige Blütenstand ist 8 bis 45 (selten ab 2) Zentimeter lang und besteht aus zahlreichen Blüten. Je vier bis acht (selten drei) Blüten befinden sich in einer Hochblattachsel. Die Perigonblätter sind purpurlila und messen 3,5 bis 4 × 1,5 bis 1,8 Millimeter.
Die Blütezeit reicht von Juli bis August.

## Vorkommen
Liriope muscari kommt in Süd- und Mittel-China in Wäldern, Bambushainen und Schluchten vor.

## Belege
- Eckehardt J. Jäger, Friedrich Ebel, Peter Hanelt, Gerd K. Müller (Hrsg.): Rothmaler - Exkursionsflora von Deutschland. Band 5: Krautige Zier- und Nutzpflanzen. Spektrum Akademischer Verlag, Berlin Heidelberg 2008, ISBN 978-3-8274-0918-8.